# Petrobia prasadi
Petrobia prasadi är en spindeldjursart som beskrevs av Baker och James P. Tuttle 1994. Petrobia prasadi ingår i släktet Petrobia och familjen Tetranychidae. Inga underarter finns listade i Catalogue of Life.